# Sorboză
Sorboza (enantiomerul natural L-sorboza) este o cetoză aparținând grupului de glucide numite monozaharide. L-sorboza este produsă prin dehidrogenarea regiocontrolată a D-sorbitolului, folosind Gluconobacter oxydans sau specii de Acetobacter. L-Sorboza este utilizată ca materie primă în sinteza vitaminei C și, de asemenea, în formarea glucidelor rare, cum ar fi L-tagatoza sau L-iditolul.

## Izomerie
L-sorboza poate exista într-o formă deschisă, dar poate exista și în două forme piranozice. În apă la 27°C, forma izomeră predominantă a sorbozei este α-sorbopiranoza (98%). În ambele forme piranozice, un număr maxim de substituenți ocupă pozițiile ecuatoriale, conferindu-le o stabilitate termodinamică considerabilă.
| Izomerii D-sorbozei | Izomerii D-sorbozei   | Izomerii D-sorbozei |
| Formă liniară       | Proiecție Haworth     | Proiecție Haworth   |
| ------------------- | --------------------- | ------------------- |
| 0,2%                | α-D-sorbofuranoză 2%  | β-D-sorbofuranoză   |
| 0,2%                | α-D-sorbopiranoză 98% | β-D-sorbopiranoză   |